# Neohaematopinus sciurinus
Neohaematopinus sciurinus är en insektsart som först beskrevs av Eric Georg Mjöberg 1910.  Neohaematopinus sciurinus ingår i släktet Neohaematopinus och familjen ledlöss. Inga underarter finns listade i Catalogue of Life.